# Éliminatoires de la Ligue mondiale de volley-ball 2013
Le FIVB World League 2013 Qualification est un tournoi de qualification pour déterminer les 2 équipes qualifiées pour la Ligue mondiale de volley-ball 2013. Les deux dernières équipes de la ligue mondiale précédente ainsi que la meilleure équipe de chaque zone continentale disputent ces qualifications.

## Équipes
| Équipe                 | Qualifié pour |
| Second tour            | Second tour |
| ---------------------- | --- |
| Japon                  | 15e place de la Ligue mondiale de volley-ball 2011                                                                          |
| Portugal               | 16e place de la Ligue mondiale de volley-ball 2011                                                                          |
| Premier tour           | |
| Égypte                 | Meilleure équipe africaine non qualifiée (no 13 au classement FIVB)                                                         |
| Iran                   | Vainqueur du Championnat d'Asie et d'Océanie de volley-ball masculin 2011 (no 14 au classement FIVB)                        |
| République dominicaine | Meilleure équipe américaine non qualifiée de la Coupe panaméricaine de volley-ball masculin 2012 (no 45 au classement FIVB) |
| Pays-Bas               | Vainqueur de la Ligue européenne de volley-ball 2012 (no 41 au classement FIVB)                                             |

|  | Qualifiés     |
|  | Repêchés      |
|  | Non qualifiés |

## Règlement

### Format
Le premier tour des qualifications oppose quatre équipes issues de 4 fédérations continentales : l'AVC (Asie), la CEV (Europe), la CAVB (Afrique) et la NORCECA-Confédération sud-américaine de volley-ball (Amérique du Nord et Amérique du Sud qui comptent pour une zone au lieu de deux). L'équipe de la CEV affronte l'équipe de la zone américaine tandis que l'équipe asiatique affronte celle d'Afrique. Ces deux affrontements se jouent en deux matchs sur le terrain de l'équipe la mieux placée au classement mondial. Les deux équipes qualifiées passent au second tour.
Au second tour, les équipes qui participaient à la Ligue mondiale l'année dernière entrent en compétition. Chacune d'entre elles joue une double-confrontation sur le terrain d'une équipe issue du premier tour. Les vainqueurs des doubles confrontations se qualifient pour la Ligue mondiale de volley-ball 2013.

### Comptage des points et égalité
Système de comptabilisation des points: 

- Pour une victoire par 3-0 ou 3-1, le vainqueur obtient 3 points, le perdant 0 point.
- Pour une victoire par 3-2, le vainqueur obtient 2 points, le perdant 1 point.

Pour départager les équipes en cas d'égalité on utilise les critères suivants :
1. Ratio des sets
2. Ratio des points

## Premier tour

### Pays-Bas - République dominicaine
| # | Équipe                 | Pts | J | G | Gt | Pt | P | Sp  | Sc  | Ratio | Pp | Pc | Ratio |
| 1 | Pays-Bas               | 5   | 2 | 1 | 1  | 0  | 0 | 195 | 181 | 1.077 | 6  | 2  | 3     |
| 2 | République dominicaine | 1   | 2 | 0 | 0  | 1  | 1 | 181 | 195 | 0.928 | 2  | 6  | 0.333 |

### Égypte - Iran
| # | Équipe | Pts | J | G | Gt | Pt | P | Sp  | Sc  | Ratio | Pp | Pc | Ratio |
| 1 | Iran   | 6   | 2 | 2 | 0  | 0  | 0 | 186 | 153 | 1.216 | 6  | 1  | 6     |
| 2 | Égypte | 0   | 2 | 0 | 0  | 0  | 2 | 153 | 186 | 0.823 | 1  | 6  | 0.167 |

## Deuxième tour

### Pays-Bas - Portugal
| # | Équipe   | Pts | J | G | Gt | Pt | P | Sp  | Sc  | Ratio | Pp | Pc | Ratio |
| 1 | Pays-Bas | 4   | 2 | 0 | 2  | 0  | 0 | 219 | 223 | 0.982 | 6  | 4  | 1.5   |
| 2 | Portugal | 2   | 2 | 0 | 0  | 2  | 0 | 223 | 219 | 1.018 | 4  | 6  | 0.667 |

### Iran - Japon
| # | Équipe | Pts | J | G | Gt | Pt | P | Sp  | Sc  | Ratio | Pp | Pc | Ratio |
| 1 | Iran   | 6   | 2 | 2 | 0  | 0  | 0 | 150 | 110 | 1.364 | 6  | 0  |       |
| 2 | Japon  | 0   | 2 | 0 | 0  | 0  | 2 | 110 | 150 | 0.733 | 0  | 6  | 0     |

## Bilan
- L'  Iran et les  Pays-Bas sont qualifiés pour la Ligue mondiale de volley-ball 2013.
- Le  Japon et l' Égypte obtiennent une wild-card pour participer à la Ligue mondiale à la suite de l'agrandissement de 16 à 18 équipes[2]
- Le  Portugal remplace l'Égypte qui ne peut honorer son invitation[3].